# Singly na prvním místě v roce 1987 (USA)
Jedničky americké hitparády Hot 100 za rok 1987 podle časopisu Billboard.
| Datum vydání | Skladba                                    | Interpret                        |
| 3. leden     | Walk Like an Egyptian                      | The Bangles                      |
| 10. leden    | Walk Like an Egyptian                      | The Bangles                      |
| 17. leden    | Shake You Down                             | Gregory Abbott                   |
| 24. leden    | At This Moment                             | Billy Vera and the Beaters       |
| 31. leden    | At this Moment                             | Billy Vera and the Beaters       |
| 7. únor      | Open Your Heart                            | Madonna                          |
| 14. únor     | Livin' on a Prayer                         | Bon Jovi                         |
| 21. únor     | Livin' on a Prayer                         | Bon Jovi                         |
| 28. únor     | Livin' on a Prayer                         | Bon Jovi                         |
| 7. březen    | Livin' on a Prayer                         | Bon Jovi                         |
| 14. březen   | Jacob's Ladder                             | Huey Lewis & the News            |
| 21. březen   | Lean on Me                                 | Club Nouveau                     |
| 28. březen   | Lean on Me                                 | Club Nouveau                     |
| 4. duben     | Nothing's Gonna Stop Us Now                | Starship                         |
| 11. duben    | Nothing's Gonna Stop Us Now                | Starship                         |
| 18. duben    | I Knew You Were Waiting (for Me)           | Aretha Franklin a George Michael |
| 25. duben    | I Knew You Were Waiting (for Me)           | Aretha Franklin a George Michael |
| 2. květen    | (I Just) Died in Your Arms                 | Cutting Crew                     |
| 9. květen    | (I Just) Died in Your Arms                 | Cutting Crew                     |
| 16. květen   | With or Without You                        | U2                               |
| 23. květen   | With or Without You                        | U2                               |
| 30. květen   | With or Without You                        | U2                               |
| 6. červen    | You Keep Me Hangin' On                     | Kim Wilde                        |
| 13. červen   | Always                                     | Atlantic Starr                   |
| 20. červen   | Head to Toe                                | Lisa Lisa and Cult Jam           |
| 27. červen   | I Wanna Dance With Somebody                | Whitney Houston                  |
| 4. červenec  | I Wanna Dance With Somebody                | Whitney Houston                  |
| 11. červenec | Alone                                      | Heart                            |
| 18. červenec | Alone                                      | Heart                            |
| 25. červenec | Alone                                      | Heart                            |
| 1. srpen     | Shakedown                                  | Bob Seger                        |
| 8. srpen     | I Still Haven't Found What I'm Looking For | U2                               |
| 15. srpen    | I Still Haven't Found What I'm Looking For | U2                               |
| 22. srpen    | Who's That Girl                            | Madonna                          |
| 29. srpen    | La Bamba                                   | Los Lobos                        |
| 5. září      | La Bamba                                   | Los Lobos                        |
| 12. září     | La Bamba                                   | Los Lobos                        |
| 19. září     | I Just Can't Stop Loving You               | Michael Jackson a Siedah Garrett |
| 26. září     | Didn't We Almost Have It All               | Whitney Houston                  |
| 3. říjen     | Didn't We Almost Have It All               | Whitney Houston                  |
| 10. říjen    | Here I Go Again                            | Whitesnake                       |
| 17. říjen    | Lost in Emotion                            | Lisa Lisa and Cult Jam           |
| 24. říjen    | Bad                                        | Michael Jackson                  |
| 31. říjen    | Bad                                        | Michael Jackson                  |
| 7. listopad  | I Think We're Alone Now                    | Tiffany                          |
| 14. listopad | I Think We're Alone Now                    | Tiffany                          |
| 21. listopad | Mony Mony                                  | Billy Idol                       |
| 28. listopad | (I've Had) The Time of My Life             | Bill Medley a Jennifer Warnes    |
| 5. prosinec  | Heaven is a Place on Earth                 | Belinda Carlisle                 |
| 12. prosinec | Faith                                      | George Michael                   |
| 19. prosinec | Faith                                      | George Michael                   |
| 26. prosinec | Faith                                      | George Michael                   |